# 鳥居清倍

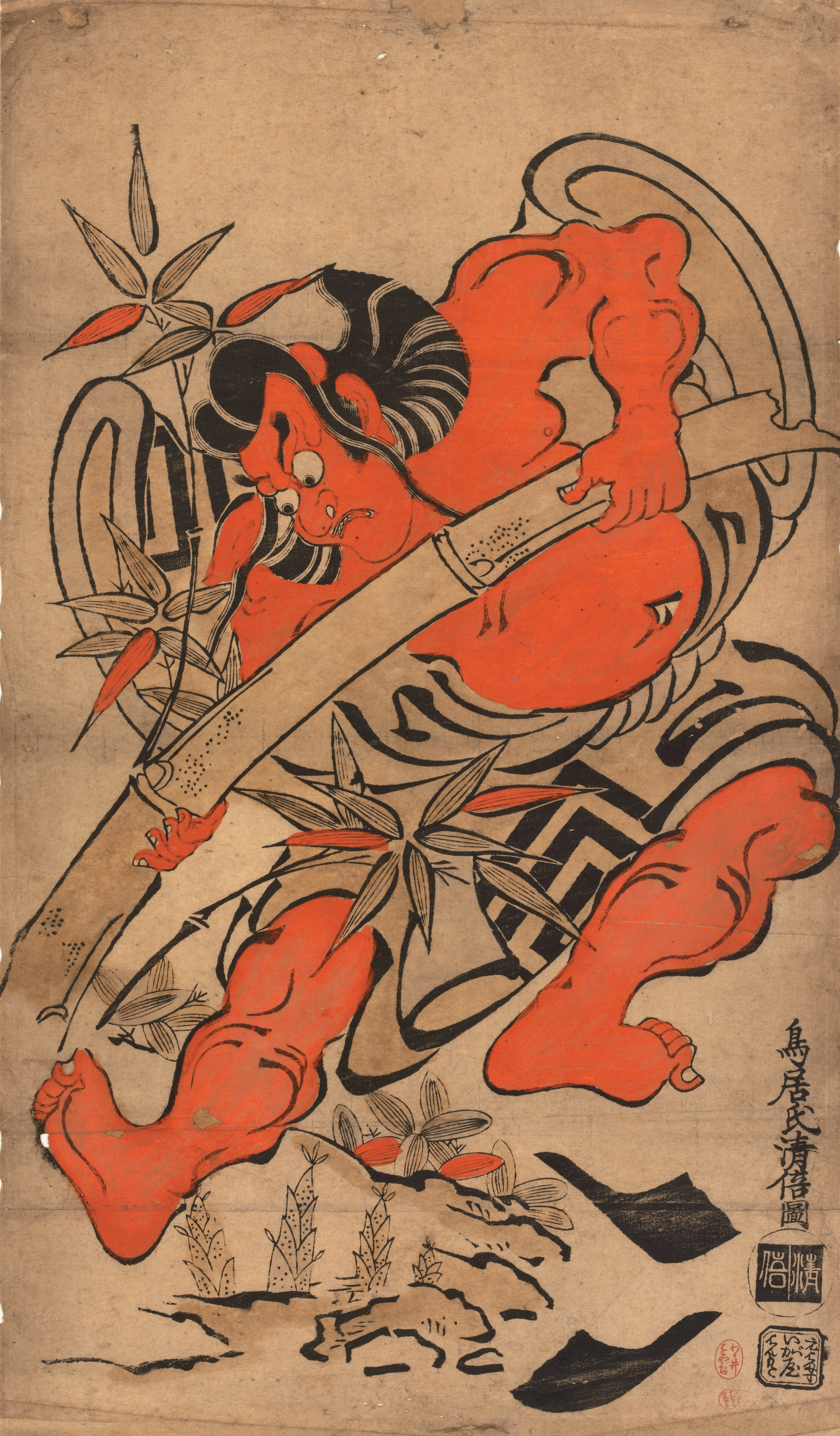
市川団十郎の竹抜き五郎。清倍画。

鳥居 清倍（とりい きよます、生没年不詳）は、江戸時代の浮世絵師。

## 来歴
師系・経歴不詳。その素性については初代鳥居清信の息子、または弟などと様々にいわれているが明らかではなく、生没年についても諸説あって定かではない。作画期は残っている作から宝永の初年から享保の初年までとされているが、享保のころには「清倍」の印章を捺しながら落款は「鳥居清信」とする不可解な作例が見られる。その事情については不明である。作は丹絵や漆絵で役者絵、美人画の他、花鳥画、武者絵、七福神などを描き、肉筆画も数点が知られ、鳥居派の代表的な画法「ひょうたん足みみず描き」（瓢箪足蚯蚓描）を大成したとされる。

## 作品
- 「市川團十郎の竹抜き五郎図」　竪大々判丹絵 東京国立博物館所蔵 ※重要文化財
- 「暫」 竪大々判墨摺筆彩 平木浮世絵財団所蔵 ※重要文化財
- 「市川団蔵と大谷広次の草摺曳」 竪大々判丹絵 大英博物館所蔵
- 「市川團十郎・山中平九郎の象引」 大々判丹絵 ネルソン美術館所蔵
- 「蚊帳外文読み美人」 大々判墨摺絵
- 「太夫と二人の禿」 竪大々判丹絵 城西大学水田美術館所蔵
- 「市川団十郎の虎退治」 竪大々判丹絵 千葉市美術館所蔵
- 「出陣髪すき」 竪大々判丹絵 江戸東京博物館所蔵
- 「楼上遊宴図」 紙本着色 城西大学水田美術館所蔵 ※無款
- 「見立紫式部図」 絹本着色 出光美術館所蔵 ※「嬋娟絵師鳥居清倍」の落款、「清倍」の朱文方印あり
- 「立ち美人」 紙本着色 光記念館所蔵 ※「大和画一流　鳥居氏清倍圖之」の落款、「清倍」の朱文方印あり。那須ロイヤル美術館（小針コレクション）旧蔵
- 「太夫禿図」 紙本着色 奈良県立美術館所蔵